# 竹人录
竹人录是一本收录明清时期嘉定縣竹刻家的書籍，全书收錄了数十名竹刻艺术家的个人传记。作者是嘉定人金元钰。全書分為上下两卷，於嘉庆十二年(1807）成書。竹人录有序言，卷上收录有嘉定72位竹刻家的姓名和住址。其中明代六人，其他為清代顺治至嘉庆期间的人，其中還有名号、事实不詳的十二人。該書還有附錄，收錄前人文献中有关竹刻制作的记载。卷下摘录文人学士所题各类竹刻的赋、铭、古今体诗等。